# Pagayawan
Pagayawan (Tatarikan) ist eine philippinische Stadtgemeinde in der Provinz Lanao del Sur. Sie hat 13.139 Einwohner (Zensus 1. August 2015).

## Baranggays
Pagayawan ist administrativ in 18 Baranggays unterteilt.
| - Ayong - Bandara Ingud - Bangon (Pob.) - Biala-an - Diampaca - Guiarong - Ilian - Madang - Mapantao | - Ngingir (Kabasaran) - Padas - Paigoay - Pinalangca - Poblacion (Lumbac) - Rangiran - Rubokun - Linindingan - Kalaludan |